# C/2011 L1 (Макнота)
C/2011 L1 (Макнота) — одна з короткоперіодичних комет родини Юпітера. Відкрита 2 червня 2011 року Робертом Макнотом. На момент відкриття мала зоряну величину 16,9.